# Psófide
Psófide o Psofis (en griego, Ψωφίς) es el nombre de una antigua ciudad griega de Arcadia.
Según la mitología griega, fue fundada por un personaje llamado Psofis del que existían varias tradiciones acerca de su identidad. Polibio, sin embargo, cuenta que era una fundación de los habitantes de Azanis. Según otra tradición, el nombre de la ciudad era el de Fegia, y fue cambiado por el de Psófide en honor de una hija del rey Érix de Sicilia. Se contaba también que la acrópolis de la ciudad de Zacinto se llamaba Psofis porque se consideraba que su fundador era procedente de Psófide. Psófide era también la zona que devastaba el jabalí de Erimanto, cuya captura fue uno de los doce trabajos de Heracles.
Pausanias ubica la ciudad a treinta estadios de Seiras. Por Psófide pasaba el río Aroanio, y cerca se encontraba el río Erimanto.
Además, Pausanias dice que en la ciudad había un santuario de Afrodita Ericina, del que, en su época, solo quedaban ruinas. Asimismo, había un templo y una imagen del dios-río Erimanto. También en Psófide se hallaba la supuesta tumba de Alcmeón, uno de los Epígonos, hijo de Anfiarao. De uno de sus habitantes, de la época de Creso, llamado Aglao, se contaba que había sido feliz toda su vida, cosa que Pausanias consideraba poco creíble.
Polibio la ubica en la zona central del Peloponeso, en la parte occidental de Arcadia, limitando con la parte occidental de Acaya. Estaba bien protegida por elementos naturales y por murallas que la hacían casi inexpugnable. Cuenta que la ciudad, que por aquel entonces formaba parte de los territorios de Élide, fue tomada por Filipo V de Macedonia en el año 219 a. C.